# Palmenella americana
Palmenella americana är en kräftdjursart som beskrevs av Blake 1929. Palmenella americana ingår i släktet Palmenella och familjen Schizocytheridae. Inga underarter finns listade i Catalogue of Life.